# Villapiana
Villapiana – miejscowość i gmina we Włoszech, w regionie Kalabria, w prowincji Cosenza.
Według danych na rok 2004 gminę zamieszkiwały 4762 osoby, 125,3 os./km².